# Контхиен
Контхиен (вьет. Cồn Tiên, Контьен) — американское название военной базы в Южном Вьетнаме во время войны во Вьетнаме. В 1967 году в районе Контхиен шли ожесточённые боевые действия.
Высота 158, имевшая вьетнамское название «Контьен» («Холм ангелов»), была расположена в 3 км южнее демилитаризованной зоны между Северным и Южным Вьетнамом. Весной 1967 года на ней была построена база морской пехоты США. Постройка базы велась в рамках проекта «линии Макнамары», предусматривавшей создание укреплённой линии обороны южнее демилитаризованной зоны. На базе располагалась артиллерия, поддерживавшая действия морской пехоты в данном районе.
В июле 1967 года севернее Контхиен произошло большое сражение в ходе проведения морскими пехотинцами операции «Баффало». В сентябре того же года база была фактически осаждена значительными силами противника. Она ежедневно подвергалась артиллерийским обстрелам с территории Северного Вьетнама, в результате чего у некоторых американских солдат на базе развился синдром «снарядного шока». К началу октября осада была снята. В дальнейшем события осады Контхиен повторились во время осады базы Кхешань.
В 1969 году база Контхиен была передана южновьетнамской армии.